# Comuna Nova Orjîțea, Zhurivka
Nova Orjîțea (în ucraineană Нова Оржиця) este o comună în raionul Zhurivka, regiunea Kiev, Ucraina, formată din satele Nova Orjîțea (reședința) și Zelene.

## Demografie
Componența lingvistică a comunei Nova Orjîțea
     Ucraineană (99,02%)
     Alte limbi (0,98%)
Conform recensământului din 2001, majoritatea populației comunei Nova Orjîțea era vorbitoare de ucraineană (99,02%), existând în minoritate și vorbitori de alte limbi.